# دانشگاه دولتی تور
دانشگاه دولتی توِر (به لاتین: Tver State University) یک دانشگاه در روسیه است که در تور (روسیه) واقع شده‌است.